# Comuna Visoko, Varaždin
Visoko este o comună în cantonul Varaždin, Croația, având o populație de 1.518 locuitori (2011).

## Demografie
Componența etnică a comunei Visoko
     Croați (99,67%)
     Necunoscut (0,07%)
     Neclasificat (0,2%)
Componența confesională a comunei Visoko
     Catolici (99,8%)
     Necunoscută (0,07%)
     Fără religie și atei (0,13%)
Conform recensământului din 2011, comuna Visoko avea 1.518 locuitori. Din punct de vedere etnic, majoritatea locuitorilor (99,67%) erau croați. Apartenența etnică nu este cunoscută în cazul a 0,07% din locuitori. Din punct de vedere confesional, majoritatea locuitorilor (99,8%) erau catolici. Pentru 0,07% din locuitori nu este cunoscută apartenența confesională.